# Prachuap Khiri Khan (provincie)
Prachuap Khiri Khan is een provincie (Changwat) in het centrale gedeelte van Thailand. In december 2002 had de provincie 488.477 inwoners, waarmee het qua bevolking de 52e provincie is. Met een oppervlakte van 6367,6 km² is het qua omvang de 33e provincie van Thailand. De provincie ligt op ongeveer 281 km van Bangkok. Prachuap Khiri Khan grenst aan Phetchaburi, Chumphon en Myanmar en heeft een kustlijn van ongeveer 224,8 km.

## Provinciale symbolen
|  | Het provinciale zegel van Prachuap Khiri Khan. |

## Klimaat
De gemiddelde jaartemperatuur is 30 °C. De temperatuur varieert van 17 tot 40 °C. Gemiddeld valt er 1652 mm regen per jaar.

## Politiek

### Bestuurlijke indeling
De provincie is onderverdeeld in 7 districten (Amphoe) en 1 subdistrict (King Amphoe):
| Amphoe 1. Amphoe Mueang Prachuap Khiri Khan 2. Amphoe Kui Buri 3. Amphoe Thap Sakae 4. Amphoe Bang Saphan 5. Amphoe Bang Saphan Noi 6. Amphoe Pran Buri 7. Amphoe Hua Hin | King Amphoe 8. King Amphoe Sam Roi Yot |  |